# サード・イアー・バンド
サード・イアー・バンド (Third Ear Band)は、1960年代半ばにロンドンで結成された英国の音楽グループ。ラインナップは最初、ヴァイオリン、チェロ、オーボエ、パーカッションで構成されていた。 彼らの演奏のほとんどはインストであり、一部は即興演奏であった。それにもかかわらず、ハーヴェスト・レーベルから発売されたアルバム『錬金術』『天と地、火と水』は人気を博し、その後、映画のサウンドトラックの制作に成功した。

## 来歴
ロンドンフリースクールでフリーフォームのジャズ・セッションを開始したデイヴ・トムリンは、UFOクラブでも同様のセッションを行うようになっていった。いつも午前4時になると観客のメンバーを集めて、それまでに疲れたダンサーたちのために演奏をするという自由奔放なグループになった。ドラマーのグレン・スウィーニーは、時々、グループの他のメンバーから終わりだと言われても演奏を続け、運び出されなければならなかった。彼らは「ジャイアント・サン・トロレイ（The Giant Sun Trolley）」として知られるようになった。:212-213
サード・イアー・バンドはこのジャイアント・サン・トロレイとピープル・バンドのメンバーから結成され、東洋のラーガ形式、ヨーロッパの民俗音楽、実験音楽および中世の影響を受けて即興の音楽描写を創作していった。1968年、ロン・ギーシン（イギリスの前衛音楽家）のために彼らは最初のセッションを録音した。それは『スタンダード・ミュージック・ライブラリー（Standard Music Library）』と題されたLPの片面に、ナショナル・バルカン・アンサンブル（National-Balkan Ensemble）という仮名の下でリリースされた。
最初のアルバム『錬金術』は、EMI・ハーヴェスト・レーベルで1969年にリリースされ、BBCのディスクジョッキーであるジョン・ピールがグループを宣伝し、アルバムに収録された1曲では口琴を演奏した。翌1970年セカンドアルバムを発表。「天（Air）」「地（Earth）」「火（Fire）」および「水（Water）」の4曲からなり、ジャケットにはバンド名のみが表記され、その曲名を並べた通称で呼ばれることが多く、邦題も「天と地、火と水」であった。この中から「水（Water）」がハーヴェスト・サンプラー『ピクニック』に収録され、広く知られるきっかけとなった。
彼らは2つのサウンドトラックを録音している。1970年の『アベラールとエロイーズ』のHerbert Fuchsによるアニメーション映画（1997年に作家Luca Ferrariの『Necromancers of the Drifting West Sonic Book』の一部として初公開された）と、1971年のロマン・ポランスキー監督による『マクベス』である。
幾度かの再編とアルバム発表を行った後、リーダーでありパーカッショニストのグレン・スウィーニーが進行中の健康問題を抱えたため、1993年に惜しまれつつ解散した。
彼らはまた、1969年7月5日のローリング・ストーンズ主催のハイドパーク・フリーコンサートで前座を担当し、翌月のワイト島音楽祭でも演奏した。

## バンドに関わったメンバー
- グレン・スウィーニー (Glen 'Zen' Sweeney) - パーカッション、ドラム
- ポール・ミンス (Paul Minns) - オーボエ、リコーダー
- ブライアン・メレディス (Brian Meredith) - チェロ
- クライヴ・キングズレイ (Clive Kingsley) - ギター
- リチャード・コフ (Richard Coff) - ヴァイオリン、ヴィオラ
- ベンジャミン・カートランド (Benjamin Cartland) - ヴィオラ
- メル・デイヴィス (Mel Davis) - チェロ、スライド・パイプ
- ユーソラ・スミス (Ursula Smith) - チェロ、ヴァイオリン
- ポール・バックマスター (Paul Buckmaster) - チェロ、ベース
- サイモン・ハウス (Simon House) - ヴァイオリン、VCS3
- デニム・ブリッジス (Denim Bridges) - ギター
- デイヴ・トムリン (Dave Tomlin) - ベース、『錬金術』でのヴァイオリン
- マイク・マーチャント (Mike Marchant) - ギター、ボーカル
- アラン・サミュエル (Allan Samuel) - ヴァイオリン
- ニール・ブラック (Neil Black) - ヴァイオリン、ミディ・ヴァイオリン
- ミック・カーター (Mick Carter) - ギター
- リン・ドブソン (Lyn Dobson) - ソプラノ・サックス、フルート、ボーカル
- ジョン・ピール (John Peel) - 『錬金術』での口琴
- キース・チェグウィン (Keith Chegwin) - 『マクベス』でのボーカル[3]
- モーガン・フィッシャー (Morgan Fisher) - キーボード、VCS3 ※1972年-1973年の短期間

## ディスコグラフィ

### スタジオ・アルバム
- 『錬金術』 - Alchemy (1969年)
- 『天と地、火と水』 - Third Ear Band (a.k.a. Elements) (1970年)
- 『アベラールとエロイーズ』 - Abelard and Heloise (1970年)
- 『マクベス』 - Music from Macbeth (1972年) ※ロマン・ポランスキー監督『マクベス』のサウンドトラック
- 『ザ・メイガス』 - The Magus (1972年) ※2005年に発掘リリース。『Prophecies』のタイトルで1991年にもリリースあり
- 『マジック・ミュージック』 - Magic Music (1990年)
- 『ブレイン・ウェイヴス』 - Brain Waves (1993年)
- 『ニュー・エイジ・マジカル・ミュージック 人外魔境』 - New Age Magical Music (1997年)

### ミニ・アルバム
- Radio Sessions (1988年)

### ライブ・アルバム
- Live Ghosts (1988年)
- New Forecasts from the Third Ear Almanach (1989年)
- Live (1999年)
- Spirits (2017年)

### コンピレーション・アルバム
- Standard Music Library (1968年) ※National-Balkan Ensemble名義（A面のみ）
- 『謎の音』 - Experiences (1976年)
- Necromancers of the Drifting West (1997年) ※ロン・ギーシンとのセッション（『Standard Music Library』の全3曲）、BBCトラック、アウトテイク
- Songs From The Hydrogen Jukebox (1998年)
- Hymn To The Sphynx (2001年)
- Exorcisms (2016年)
- Elements 1970-1971 (2018年) ※未発表曲を多数含む